# Ости ди Сан Микеле (Ђенова)
Ости ди Сан Микеле је насеље у Италији у округу Ђенова, региону Лигурија.
Према процени из 2011. у насељу је живело 15 становника. Насеље се налази на надморској висини од 366 м.